# Ligne de Dinan à Dinard-Saint-Énogat
La ligne de Dinan à Dinard-Saint-Énogat était une courte ligne de chemin de fer française de la région Bretagne à écartement standard et à voie unique. Elle s'embranchait à Dinan sur la ligne de Lison à Lamballe pour desservir la station balnéaire de Dinard.
Elle constituait la ligne 444 000 du réseau ferré national.

## Chronologie
- Ouverture le 10 juillet 1887.
- Dépose de la voie du raccordement de la Hisse en 1968.
- Déclassement du raccordement de La Hisse le 27 juillet 1969.
- Suppression du service omnibus le 6 mars 1972.
- Fermeture voyageurs le 27 septembre 1986.
- Fermeture marchandises le 1er février 1988[1].
- Déclassement de la section de Saint-Samson à Dinard (PK 3,785 à 20,902) le 18 septembre 1992[1].
- Dépose de la voie entre 1995 et 1996.

## Histoire
La loi du 17 juillet 1879 (dite plan Freycinet) portant classement de 181 lignes de chemin de fer dans le réseau des chemins de fer d’intérêt général retient en n° 65, une ligne « de La Brohinière à Dinan (Côtes-du-Nord) et Dinan à Dinard (Ille-et-Vilaine) ».
Cette ligne a été déclarée d'utilité publique le 3 août 1881 comme ligne d'intérêt général de La Brohinière à Dinan  et à Dinard.
Elle est concédée à titre définitif par l'État à la Compagnie des chemins de fer de l'Ouest par une convention signée entre le ministre des Travaux publics et la compagnie le 17 juillet 1883. Cette convention est approuvée par une loi le 20 novembre suivant. Elle a été ouverte à l'exploitation le 10 juillet 1887.
La ligne souffre d'un accès malaisé au réseau principal, deux rebroussements étant nécessaires sur le parcours de 107 km depuis Rennes : à Dol-de-Bretagne et Dinan. Bien que le raccordement de La Hisse permette de circuler de Dol-de-Bretagne à Dinard sans rebroussement, dans les faits la majorité des trains circulent via Dinan. Ainsi, bien que desservant une station balnéaire d'envergure, la ligne est déclassée le 27 juillet 1969, la voie reliant Dinan à la Hisse étant déposée en 1968, le service omnibus est supprimé dès 1972, et même les autocars de substitution sont supprimés en juin 1981. Ne restent donc que les voitures directes depuis Paris, acheminés par un train express depuis Rennes, avec des jours de circulation devenant de plus en plus rares d'année en année. L'express ne reste quotidien que pendant les dix semaines de la pleine saison d'été, et ses performances médiocres ne le rendent guère attractif : en effet, pour le parcours final de Dol à Dinard, le train met 1 h 07. Les rails datent des débuts de la ligne, et en l'absence de modernisations pendant des décennies, la vitesse maximale est limitée à 55 km/h sur la section de Pleslin-Trigavou à Dinard. Environ 80 voyageurs en moyenne occupent l'express entre Dinan et Dinard, soit 6 000 pour l'ensemble de la saison. La SNCF n'est plus prête à supporter son déficit, évalué à 147,5 francs par voyageur transporté, et supprime l'express Paris - Dinard en date du 27 septembre 1986. En concertation avec les collectivités territoriales, il est remplacé par une ligne routière de rabattement sur Saint-Malo, proposant quatre aller-retours quotidiens de juin à septembre.

## Voie verte
Cette ligne est maintenant réservé aux piétons et aux cyclistes. Durant ce trajet, on peut voir différentes maisons de passages à niveaux désaffectés, des gares comme celle de Pleslin-Trigavou ou des abris à marchandises à l'abandon ou non.